# Asflapristis cristadentis
Asflapristis cristadentis è un pesce cartilagineo estinto, appartenente agli sclerorincoidi. Visse nel Cretaceo superiore (Turoniano, circa 92 milioni di anni fa) e i suoi resti fossili sono stati ritrovati in Africa.

## Descrizione
Questo animale è noto per alcuni esemplari conservati in tre dimensioni, di cui è stato possibile analizzare la morfologia in dettaglio. Asflapristis doveva essere un pesce di grosse dimensioni, lungo circa due metri, superficialmente molto simile all'attuale pesce sega. 
Asflapristis possedeva un rostro robusto, tuttavia sprovvisto di grandi denticoli rostrali. Il condrocranio era stretto e piccolo, con mascelle relativamente grandi se comparate al resto del cranio; le robuste mascelle erano dotate di denti altamente ornamentati ma privi di cuspidi. Lo scheletro branchiale mostrava un grande secondo ipobranchiale senza processo anteriore, probabilmente fuso con il basibranchiale come avveniva in altri sclerorincoidi. Il sinarcuale era grande ed era privo di centri lungo tutta la sua lunghezza, senza connessione diretta al cinto pettorale. 
Le pinne pettorali erano probabilmente dotate di elementi prossimali (propterigio, mesopterigio e metapterigio) di grandi dimensioni. Le faccette articolari tra il coracoide e gli elementi pettorali era ridotto.

## Classificazione
Asflapristis è un membro degli sclerorincoidi, un gruppo di pesci cartilaginei superficialmente simili agli attuali pesci sega ma più strettamente imparentati con i raioidi.  
Asflapristis cristadentis è stato descritto per la prima volta nel 2019 sulla base di sei esemplari fossili nella zona di Asfla, in Marocco, risalenti all'inizio del Turoniano. Questi fossili sono fondamentali perché sono i primi fossili di sclerorinchidi conservatisi in tre dimensioni, ed è stato possibile quindi analizzare alcuni aspetti morfologici precedentemente non conosciuti. Una forma affine è Ptychotrygon.

## Paleecologia
Asflapristis era un animale durofago che viveva nei pressi del fondale, in modo simile agli attuali pesci sega. 